# 지모네 하우스발트
지모네 혜순 하우스발트(독일어: Simone Hye-Soon Hauswald, 1979년 5월 3일 ~ )는 독일의 여자 바이애슬론 선수이다. 결혼 전 성은 덴킹거(독일어: Denkinger)이다.
독일인 아버지와 한국인 어머니 사이에서 태어났다. 그의 모친은 1970년대에 대한민국에서 서독으로 간호사로 파견되어 활동했다. 어린 시절부터 스키를 탔으며, 1998년 세계 주니어 바이애슬론 선수권 대회에서 우승하였고, 그 후 독일 대표로 뽑혀 활동했다. 월드컵과 세계선수권에서 상위권에 오르며 바이애슬론이 인기스포츠인 유럽 여러 나라에서는 그 이름이 상당히 알려진 선수가 되었다. 2009년 모친의 고국인 대한민국에서 열린 세계 선수권 대회 스프린트 부문에서 2위에 오르며, 대한민국에도 소개되었다. 2010년 동계 올림픽 12.5km 집단출발과 4×6km 계주 부문에서 각각 동메달을 획득하였다.